# Emittente (finanza)
L'emittente (conosciuto anche col termine inglese issuer), nell'ambito finanziario è una entità legale che sviluppa, registra e vende sistemi di sicurezza appositamente per i sistemi finanziari e per le operazioni e transazioni da essi svolte. Gli issuer possono essere nazionali o internazionali, società o brokers. Essi sono legalmente responsabili dell'emissione e delle condizioni contrattuali, dello sviluppo e di tutte le attività connesse secondo la legislazione del paese in cui operano.
I loro prodotti generalmente sono: azioni, obbligazioni, titoli a breve scadenza e derivati.
L'emittente, nell'ambito delle transazioni con carte di credito o di debito, è il soggetto che emette la carta e che intrattiene relazioni con il titolare della carta (consumatore): in generale si tratta della banca presso cui si ha il conto corrente e il cui nome figura sulla carta: l'emittente/issuer stabilisce se approvare o meno la richiesta di pagamento (a credito o a debito a seconda del tipo di carta) che è pervenuta a lui tramite la rete del gestore del circuito delle carte (Visa, American Express, Maestro ecc.), richiesta che a sua volta perviene dalla rete della società di gestione dei POS (società detta "acquisitore" o intermediatore o in inglese "acquirer").